# Mileniul al VII-lea
Mileniul al VII-lea este perioada de timp care, conform calendarului gregorian, va începe la 1 ianuarie 6001 și se va termina la 31 decembrie 7000.